# Cosmowarrior Zero
Cosmowarrior Zero (コスモウォーリアー零?, Kosumo Wōriā Zero) è una serie animata OAV del 2001 in 13 episodi + 2 special creati da Leiji Matsumoto come prequel alla saga di Capitan Harlock ed usciti direttamente in DVD. Anche in Italia è stata pubblicata in DVD da Dynit fra il 2005 e il 2006 e da marzo 2013 è disponibile per la visione in streaming su internet sul sito Popcorn TV. La serie è stata trasmessa in televisione in Giappone da TV Tokyo dal 6 luglio 2001 mentre in Italia è stata trasmessa su Italia Teen Television dal 1º dicembre 2003.

## Trama
Siamo alla fine del XXX secolo e la lunga guerra combattuta dagli umani contro gli esseri meccanici volge finalmente al termine. L'intrepido e temerario capitano Warrius Zero ha perduto la sua intera famiglia nella lunga e spietata guerra appena conclusa; nonostante ciò rimane ancora a pieno titolo membro effettivo della flotta spaziale terrestre.
All'astronave di cui è al comando, composta sia da esseri umani che da robot, viene dato un nuovo compito: catturare il pirata spaziale capitan Harlock che da un po' di tempo sta imperversando lungo le rotte commerciali, dando non poco filo da torcere al governo centrale.
Mentre il capitano Zero si appresta ad iniziare questa nuova missione, cominciano a sorgergli alcuni gravi dubbi sulla realtà della pace ritrovata tra uomini e macchine.

## Personaggi
Capitan Warrius Zero, doppiato da: Toshiyuki Morikawa (ed. giapponese), Claudio Moneta (ed. italiana)
Dopo aver perduto la moglie e il figlio al capitano Zero non rimane altra scelta che continuare a servire il governo del pianeta Terra e mettersi a difesa delle rotte commerciali insidiate dai pirati spaziali
Harlock, doppiato da: Eiji Takemoto (ed. giapponese), Marcello Cortese (ed. italiana)
Fuorilegge spaziale sotto la bandiera di libertà, capitano della Death Shadow
Marina Oki, doppiata da: Aya Hisakawa (ed. giapponese), Elisabetta Spinelli (ed. italiana)
Primo ufficiale di Zero e solo lui scoprirà il suo segreto: una meccanoide idraulica
Lady Emeraldas, doppiata da: Kikuko Inoue (ed. giapponese), Debora Magnaghi (ed. italiana)
Fuorilegge come Harlock, anche lei naviga sotto la bandiera della libertà, amante di Tochiro
Tochiro, doppiato da: Tomohiro Nishihara (ed. giapponese), Gianluca Iacono (ed. italiana)
Ingegnere spaziale, sta costruendo l'Arcadia, è anche un buon guerriero-samurai
Grenadier, doppiato da: Hidenari Ugaki (ed. giapponese), Stefano Albertini (ed. italiana)
Mercenario, ottimo soldato, reclutato da Zero sul pianeta El Alamein
Silviana, doppiata da: Midori Kawana (ed. giapponese), Alessandra Karpoff (ed. italiana)
Bella cacciatrice di taglie, vuole la testa di Harlock
Nohara, doppiato da: Kouhei Owada (ed. giapponese), ? (ed. italiana)
Umihara, doppiato da: Nobuaki Sekine (ed. giapponese), ? (ed. italiana)
Ishikura, doppiato da: Sōichirō Hoshi (ed. giapponese), Lorenzo Scattorin (ed. italiana)
Giovane ufficiale di bordo di Zero, un po' avventato, ma sicuramente un ottimo elemento
Rai, doppiato da: Tadashi Miyazawa (ed. giapponese), Claudio Ridolfo (ed. italiana)
Cannoniere di Zero sul ponte di comando
Dottor Machine, doppiato da: Takashi Matsuyama (ed. giapponese), ? (ed. italiana)
Medico di bordo della Kruise, è un ex-umano diventato per scelta propria meccanoide
Battlizer, doppiato da: Yoshiaki Matsumoto (ed. giapponese), ? (ed. italiana)
Robot di bordo, fornisce in tempo reale dati sulla nave
Yattaran, doppiato da: Yoshiaki Matsumoto (ed. giapponese), Diego Sabre (ed. italiana)
Primo ufficiale di Harlock, ottimo ingegnere appassionato di modellismo
Axelater, doppiato da: Yoshikazu Nagano (ed. giapponese), Ivo De Palma (ed. italiana)
Phase Breaker, doppiato da: Yukinobu Kaneko (ed. giapponese), Andrea De Nisco (ed. italiana)
Helmatier, doppiata da: Yuri Shiratori (ed. giapponese), Stefania Patruno (ed. italiana)
Zess Voder, doppiato da: Zenichi Nagano (ed. giapponese), Mario Zucca (ed. italiana)

## Episodi
| Nº | Titolo italiano Giapponese 「Kanji」 - Rōmaji | In onda           | In onda          |
| Nº | Titolo italiano Giapponese 「Kanji」 - Rōmaji | Giapponese        | Italiano         |
| 1  | La grande partenza 「大いなる旅立ち」 - Ôinaru Tabidachi                                                                                         | 6 luglio 2001     | 1º dicembre 2003 |
| 2  | La forza di Marina 「マリーナの波紋」 - Marina no Hômon                                                                                          | 13 luglio 2001    | 2 dicembre 2003  |
| 3  | La fiamma del Drago Fiammeggiante 「火龍の炎」 - Karyû no Honô                                                                                   | 20 luglio 2001    | 3 dicembre 2003  |
| 4  | L’anima di un guerriero 「戦士グレネーダーの魂」 - Senshi Grenadier no Tamashii                                                                  | 27 luglio 2001    | 4 dicembre 2003  |
| 5  | Tochiro, il grande samurai 「トチロー・不滅のサムライ」 - Tochirô · Fumetsu no Samurai                                                           | 3 agosto 2001     | 5 dicembre 2003  |
| 6  | Harlock, amico mio 「我が友ハーロック」 - Waga Tomo Harlock                                                                                      | 10 agosto 2001    | 6 dicembre 2003  |
| 7  | Una strada da seguire 「信ずるべき道」 - Shinzuru Beki Michi                                                                                     | 17 agosto 2001    | 7 dicembre 2003  |
| 8  | L’amore eterno di Marina 「マリーナ永遠の想い」 - Marina Eien no Omoi                                                                            | 24 agosto 2001    | 8 dicembre 2003  |
| 9  | Il pianeta della tristezza 「悲しみの星」 - Kanashimi no Hoshi                                                                                   | 31 agosto 2001    | 9 dicembre 2003  |
| 10 | Oltre la galassia 「銀河の涯」 - Ginga no Hate                                                                                                   | 7 settembre 2001  | 10 dicembre 2003 |
| 11 | Teknologhia 「大テクノロジア」 - Dai-Technologia                                                                                                 | 14 settembre 2001 | 11 dicembre 2003 |
| 12 | Battaglia senza fine 「終わりなき闘い」 - Owarinaki Tatakai                                                                                      | 21 settembre 2001 | 12 dicembre 2003 |
| 13 | La promessa 「誓い」 - Chikai | 28 settembre 2001 | 13 dicembre 2003 |
| 14 | A caccia del giovane Harlock (parte 1) 「ヤングハーロックを追え! コスモウォーリアー零外伝 - 1」 - Yanguhārokku o oe! Kosumou~ōriā rei gaiden - 1 | -                 | 14 dicembre 2003 |
| 15 | A caccia del giovane Harlock (parte 2) 「ヤングハーロックを追え! コスモウォーリアー零外伝 - 2」 - Yanguhārokku o oe! Kosumou~ōriā rei gaiden - 2 | -                 | 15 dicembre 2003 |

### Sigle
Sigla di apertura
- Jidai di Geminiart High Quality

Sigla di chiusura
- The book of life di Emiko Shiratori